# Arnaud Demeester
Pour les articles homonymes, voir Demeester.
Pas d'image ? Cliquez ici
Arnaud Demeester, né le 25 novembre 1973 à Dunkerque, pilote d'enduro français, champion local de l’épreuve mythique l'enduro du Touquet-Paris-Plage, a tout gagné en 2005, en course de sable : Fort-Mahon-Plage, Loon-Plage (Ronde des sables), Grayan et Hossegor, puis la nouvelle Course de l'Océan à Saint-Georges-de-Didonne en 2007.

## Son histoire avec l'Enduro du Touquet
En 1989, Arnaud Demeester, âgé de 15 ans, décide de participer pour la première fois à l'Enduro du Touquet. Il n’a que quatre ans d’expérience au guidon d’une moto et roule encore sur un 85 cm3. Pour participer à cette course de 3 h, ses parents lui offrent un Honda 125 CR. Un pilote devant obligatoirement avoir 18 ans pour participer, c’est sous le nom de son père qu’il s’inscrit et réussit à obtenir le bracelet de pilote. Même si une partie de l’organisation est au courant, cette dernière fermera les yeux sur cette fraude. Ainsi celui qui deviendra « Dune Man » s’aligne sur la plage touquettoise sur sa Honda 125 CR. Finissant les trois heures de course à la 227e place mais surtout premier vétéran, il est obligé d’aller chercher la coupe sur le podium provoquant l’hilarité générale.
En 1990, avec la même moto, il finit à la 52e place. En 1991, la course n'a pas lieu à cause de la guerre du Golfe.
En 1992, sur une Suzuki 250, il abandonne sur casse. Il rencontre Jean-Claude Olivier, patron de Yamaha Motor France, qui lui offre une place de pilote officiel Yamaha.
En 1993, il finit 6e sur Yamaha 250.
En 1994, il termine 7e sur Yamaha 490.
En 1995, il gagne son premier enduro du Touquet sur Yamaha 250, c'est le plus jeune vainqueur de l'histoire de l'enduro du Touquet, 21 ans et 3 mois, il enchaînera 6 autres victoires en 1996, 1998, 2002, 2005, 2007 et 2008.
Avec ses 7 victoires, il reste toujours invaincu.

## Palmarès

### Années 1980

#### 1988
- Champion des Flandres

### Années 1990

#### 1990
- 10e du championnat de FRANCE JUNIOR 125

#### 1992
- Vainqueur de la ronde des sables de FORT MAHON.

#### 1994
- 7e à l’Enduro du Touquet

#### 1995
- Vainqueur de l’Enduro du Touquet (250)
- 2e à l’Enduro des Baïnes
- 2e à l’Enduro d’Hossegor
- 6e du Championnat de France ELITE (250)

#### 1996
- Vainqueur de l’Enduro du Touquet (sur Yamaha YZ250)
- Vainqueur de l’Enduro des Baïnes (sur Yamaha YZ250)

#### 1997
- Vainqueur de l’Enduro des Baïnes
- 2e de l’Enduro du Touquet
- 2e du Championnat de France ELITE 250

#### 1998
- Vainqueur de l’Enduro du Touquet
- Vainqueur de la Ronde des Sables d’Hossegor
- 2e de l’Enduro des Baïnes
- 8e au Championnat de France Elite

#### 1999
- 2e de l’Enduro du Touquet

### Années 2000

#### 2000
- 2e de l’Enduro d’Hossegor
- 2e de l’Enduro du Touquet
- Vainqueur de la Ronde des sables de Fort Mahon

#### 2001
- Vainqueur de la Ronde des sables de Fort Mahon
- Vainqueur de la Ronde des sables de Loon Plage

#### 2002
- Vainqueur de l’Enduro du Touquet
- Vainqueur de la GURP TT à Grayan

#### 2003
- Vainqueur de la GURP TT à Grayan
- Vainqueur de l’Enduro de Loon Plage

#### 2004
- Vainqueur de l’Enduro d’Hossegor
- Vainqueur de la GURP TT à Grayan
- Vainqueur de la Rond’Europ
- Vainqueur de la Ronde des Sables de Loon Plage
- Vainqueur du Trophée des Sables

#### 2005
- Vainqueur de la GURP TT à Grayan
- Vainqueur de l’Enduro d’Hossegor
- Vainqueur de la Ronde des Sables de Loon Plage
- Vainqueur de la Ronde des Sables de Fort Mahon
- Champion de France de courses sur sable[3]
- Vainqueur de l’Enduro du Touquet
- Champion d’Allemagne de Cross-Country
- 10e Championnat de France Elite Open

#### 2006
- Vainqueur Enduro Fort Mahon
- 4e de l’Enduropale
- 3e Beach-Cross de Berck
- Champion d'Allemagne de Cross-Country
- Champion de France de courses sur sable[3]

#### 2007
- Vainqueur de l’Enduropale
- Vainqueur de la Course de l'Océan à St Georges de Didonne
- Vainqueur de la Rond’Europ de Fort-Mahon
- Champion de France de courses sur sable[3]

#### 2008
- Vainqueur de l’Enduropale
- Vainqueur de l'endurance des Lagunes à Saint-Leger de Balson (33)
- Second (après une grosse chute) de la Course de l'Océan à St Georges de Didonne

#### 2009
- Casse mécanique à l’Enduropale
- Retrait des courses en tant que pilote officiel

### Années 2010

#### 2010
- 4e à la Course de l'Océan

#### 2011
- Vainqueur de l'enduro d'HOSSEGOR.
- 5e de l’Enduropale

#### 2015
- Casse mécanique à l’Enduropale

#### 2016
8e de l’Enduropale (300 sherco)